# Charlotte-Jeanne Béraud de la Haye de Riou, Marquise de Montesson

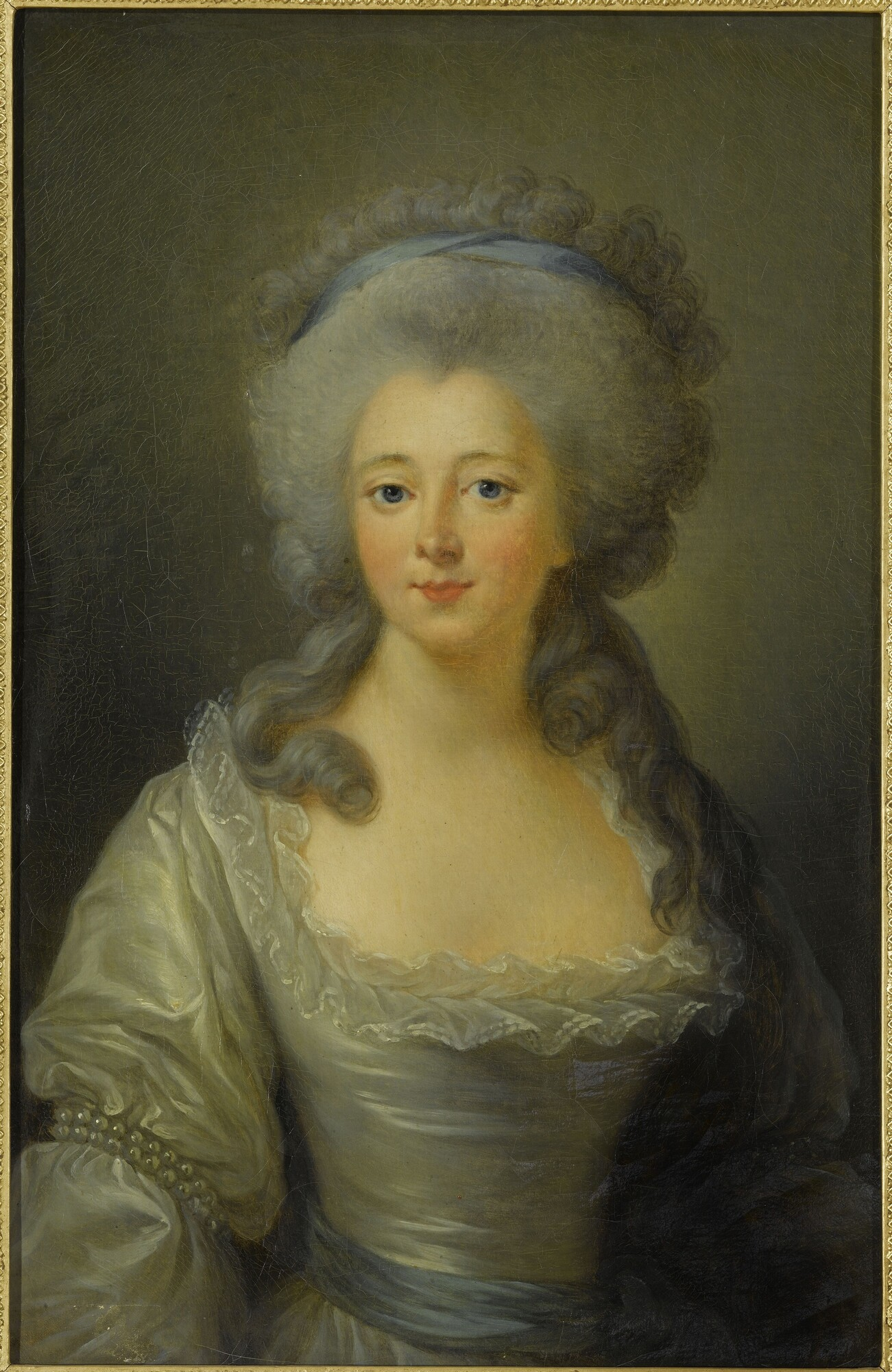
Madame de Montesson

Charlotte Jeanne Béraud de La Haye de Riou, marquise de Montesson (* 4. Oktober 1738 in Paris; † 5. Februar 1806 in Paris), auch als Madame de Montesson bekannt, war eine französische Adlige und Schriftstellerin.

## Leben
Charlotte Jeanne stammte aus einer alten bretonischen Adelsfamilie und heiratete 1754 in Paris den 67-jährigen Jean Baptiste, marquis de Montesson. Ihr Mann führte sie am königlichen Hof zu Versailles ein. Ihre Schönheit und Intelligenz erregten die Aufmerksamkeit von Herzog Ludwig Philipp I. von Orléans, wodurch sie dessen maîtresse en titre wurde. Während der Jahre versuchte der Herzog von Orléans bei seinem Cousin dritten Grades, König Ludwig XV., eine Erlaubnis zur Heirat zu bekommen. Der König willigte 1772 mit der Bedingung ein, dass die Heirat nur als Ehe zur linken Hand geschlossen werden könne und Madame de Montesson den Titel einer Herzogin von Orléans nicht tragen dürfe.

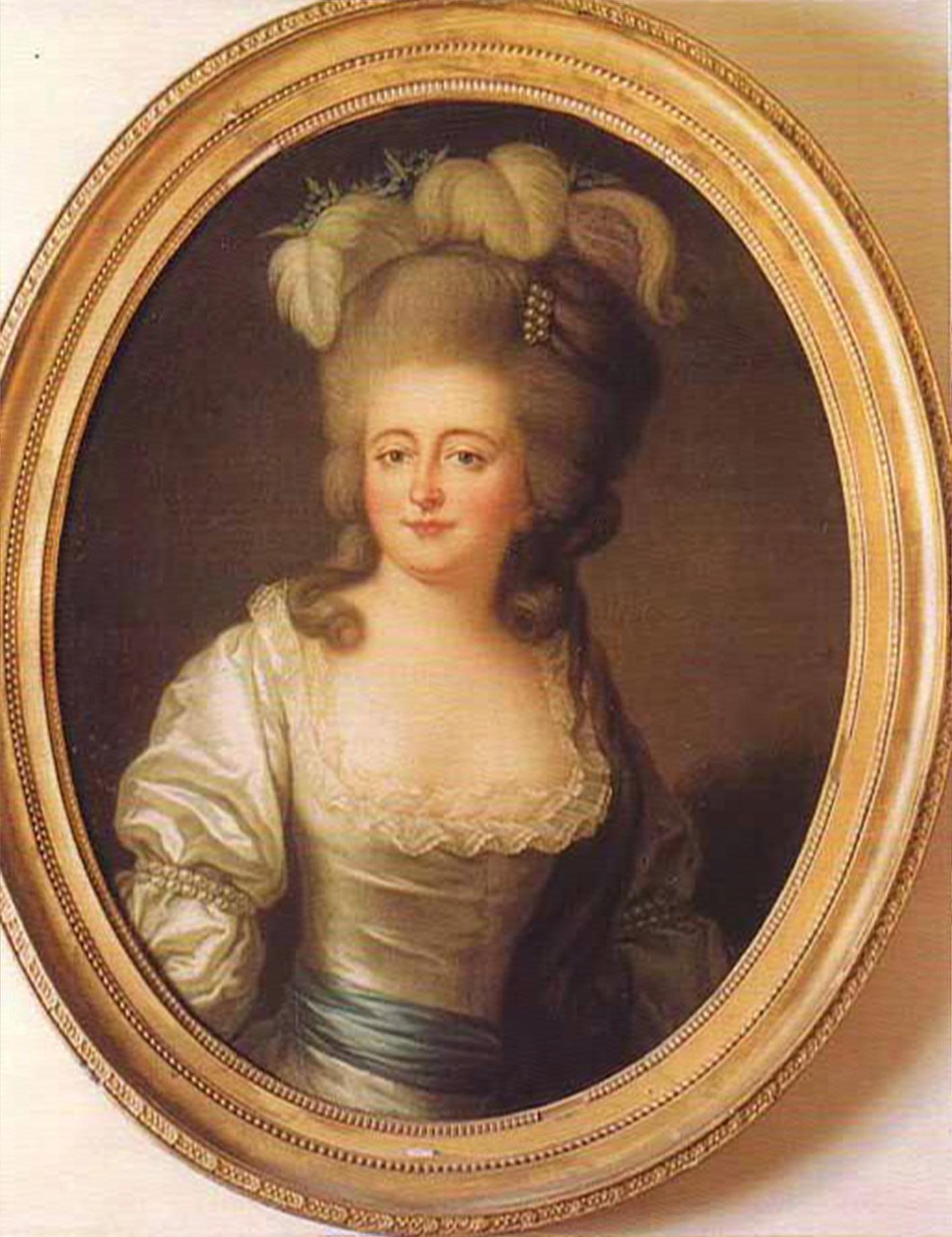
Vigée-Lebrun: La Marquise de Montesson, Öl auf Leinwand, um 1780/1890

Am 23. April 1773 heiratete Charlotte-Jeanne im Palais Royal Herzog Louis Philippe und erhielt als Hochzeitsgeschenk das Schloss Sainte-Assise in Seine-Port. Die Eheleute mussten aus dem Palais Royal und dem Schloss Saint-Cloud ausziehen und lebten fortan zurückgezogen auf Schloss Le Raincy. Madame de Montesson unterhielt dort ihren Mann, indem sie ein kleines Theater aufbaute und eigene Stücke schrieb und gemeinsam aufführten. Joseph Bologne, Chevalier de Saint-Georges wurde als Dirigent ernannt. Sie kümmerten sich auch um die Infrastruktur ihrer Ländereien und der Bevölkerung. Kurz vor dem Tod ihres Mannes nahm Charlotte-Jeanne den jungen Jean-Baptiste, comte de Valence zum Liebhaber, dieser war der Schwiegersohn von Félicité de Genlis.
Madame de Montesson wurde 1794 verhaftet und sollte vor dem Revolutionstribunal erscheinen, als die Katastrophe vom 9. Thermidor eintrat. Auf Verwenden der als Notre-Dame de Thermidor bekannten Thérésia Cabarrus, der späteren Gattin Jean Lambert Talliens, die sie zusammen mit Joséphine de Beauharnais im Gefängnis kennengelernt hatten, wurden sie von Tallien befreit und erhielt durch ihn einen Teil ihrer konfiszierten Güter zurück.
Sie starb am 5. Februar 1806 in Paris und vermachte ihre Güter ihrem letzten Liebhaber Jean-Baptiste de Valence.